# Polypedates gongshanensis
Polypedates gongshanensis és una espècie d'amfibi que viu a la Xina, Índia i, possiblement també, a Myanmar.
Està amenaçada d'extinció per la pèrdua del seu hàbitat natural.